# Roberto Meloni (judoka)
Roberto Meloni (Roma, 20 febbraio 1981) è un judoka italiano.

## Palmarès
Mondiali
- Bronzo Basilea 2002 (squadre)
- Bronzo Rio de Janeiro 2007 (cat 90kg)

Europei
- Oro Madeira 2001 (squadre)
- Bronzo Maribor 2002 (cat 81kg)
- Argento Rotterdam 2005 (cat 90kg)
- Bronzo Tampere 2006 (cat 90kg)
- Bronzo Belgrado 2007 (cat 90kg)

Giochi del Mediterraneo
- Oro Tunisi 2001 (cat 90kg)

Campionati mondiali militari
- Argento Pechino 2002
- Oro Catania 2003

Mondiali juniores
- Argento Nabeul 2000

## Campionati nazionali
- Oro 5 volte campione nazionale assoluto (1999-2001-2003-2005-2006)